# Малые Амхиничи
Малые Амхи́ничи (бел. Малыя Амхінічы) — деревня в составе Горбовичского сельсовета Чаусского района Могилёвской области Республики Беларусь.

## Население
- 2010 год — 52 человека